# Le Petit-Pressigny
Le Petit-Pressigny est une commune française du département d'Indre-et-Loire, en région Centre-Val de Loire. 

## Géographie
|                    | La Celle-Guenand |                     |
| Le Grand-Pressigny | Petit-Pressigny  | Charnizay           |
| Chaumussay         | Boussay          | Preuilly-sur-Claise |

### Hydrographie

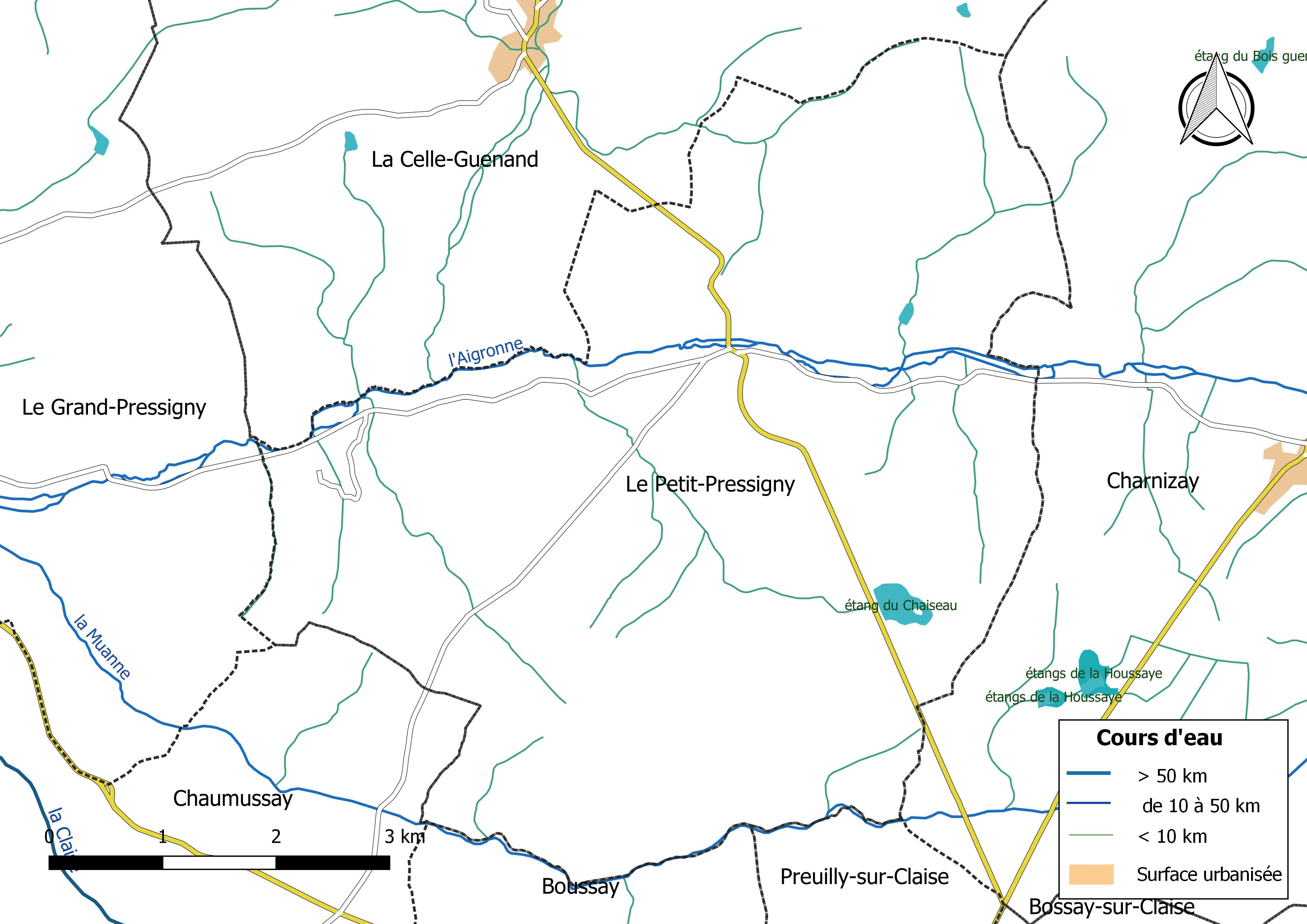
Réseau hydrographique de Le Petit-Pressigny.

Le réseau hydrographique communal, d'une longueur totale de 38,22 km, comprend deux cours d'eau notables, l'Aigronne (7,568 km) et la Muanne (0,842 km), et divers petits cours d'eau pour certains temporaires,.
L'Aigronne, d'une longueur totale de 31,3 km, prend sa source dans l'Indre à Paulnay, traverse la commune d'est en ouest et se jette dans la Claise au Grand-Pressigny, après avoir traversé 7 communes. 
Sur le plan piscicole, l'Aigronne est classée en première catégorie piscicole. Le groupe biologique dominant est constitué essentiellement de salmonidés (truite, omble chevalier, ombre commun, huchon).
La Muanne, d'une longueur totale de 14,6 km, prend sa source dans la commune de Charnizay, constitue la limite communale sud et se jette dans la Claise au Grand-Pressigny, après avoir traversé 6 communes. 
Sur le plan piscicole, la Muanne est également classée en deuxième catégorie piscicole.
Trois zones humides ont été répertoriées sur la commune par la direction départementale des territoires (DDT) et le conseil départemental d'Indre-et-Loire : « la vallée de l'Aigronne à la Fontaine de la Rablette », « l'étang du Chaiseau » et « la vallée de l'Aigronne de Rouenceau à Ré »,.

### Climat
Pour des articles plus généraux, voir Climat du Centre-Val de Loire et Climat d'Indre-et-Loire.
En 2010, le climat de la commune est de type climat océanique dégradé des plaines du Centre et du Nord, selon une étude du CNRS s'appuyant sur une série de données couvrant la période 1971-2000. En 2020, Météo-France publie une typologie des climats de la France métropolitaine dans laquelle la commune est exposée à un climat océanique altéré et est dans la région climatique Centre et contreforts nord du Massif Central, caractérisée par un air sec en été et un bon ensoleillement.
Pour la période 1971-2000, la température annuelle moyenne est de 11,2 °C, avec une amplitude thermique annuelle de 15,3 °C. Le cumul annuel moyen de précipitations est de 718 mm, avec 11,1 jours de précipitations en janvier et 6,6 jours en juillet. Pour la période 1991-2020, la température moyenne annuelle observée sur la station météorologique de Météo-France la plus proche, sur la commune de Ferrière-Larçon à 8 km à vol d'oiseau, est de 12,2 °C et le cumul annuel moyen de précipitations est de 709,6 mm,. Pour l'avenir, les paramètres climatiques de la commune estimés pour 2050 selon différents scénarios d'émission de gaz à effet de serre sont consultables sur un site dédié publié par Météo-France en novembre 2022.

## Urbanisme

### Typologie
Au 1er janvier 2024, Le Petit-Pressigny est catégorisée commune rurale à habitat très dispersé, selon la nouvelle grille communale de densité à sept niveaux définie par l'Insee en 2022.
Elle est située hors unité urbaine et hors attraction des villes,.

### Occupation des sols
L'occupation des sols de la commune, telle qu'elle ressort de la base de données européenne d’occupation biophysique des sols Corine Land Cover (CLC), est marquée par l'importance des territoires agricoles (89,1 % en 2018), une proportion sensiblement équivalente à celle de 1990 (89,2 %). La répartition détaillée en 2018 est la suivante : 
terres arables (71,9 %), zones agricoles hétérogènes (15 %), forêts (10,9 %), prairies (2,3 %). L'évolution de l’occupation des sols de la commune et de ses infrastructures peut être observée sur les différentes représentations cartographiques du territoire : la carte de Cassini (XVIIIe siècle), la carte d'état-major (1820-1866) et les cartes ou photos aériennes de l'IGN pour la période actuelle (1950 à aujourd'hui).

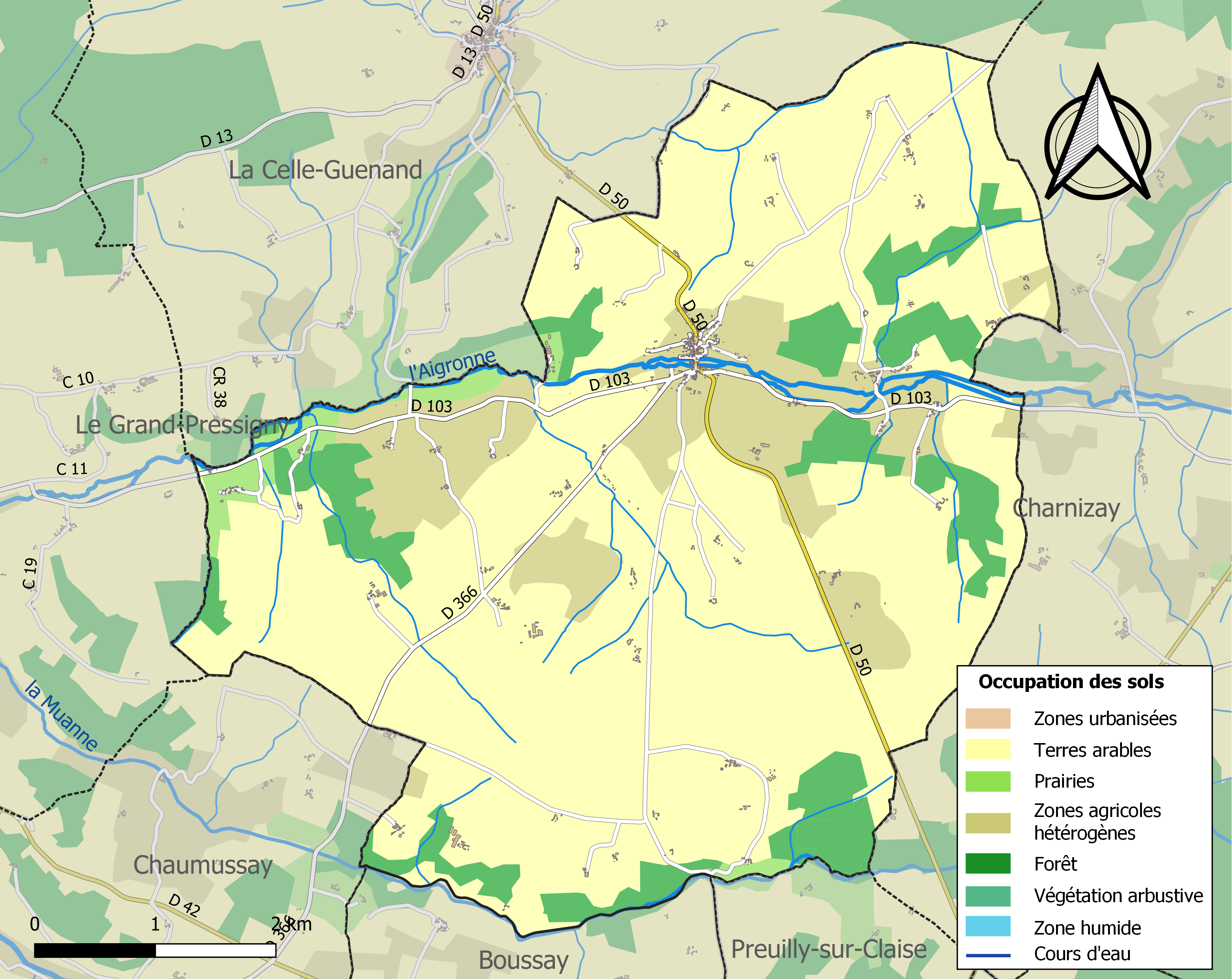
Carte des infrastructures et de l'occupation des sols de la commune en 2018 (CLC).

### Risques majeurs
Le territoire de la commune duPetit-Pressigny est vulnérable à différents aléas naturels : météorologiques (tempête, orage, neige, grand froid, canicule ou sécheresse), feux de forêts et séisme (sismicité faible). Un site publié par le BRGM permet d'évaluer simplement et rapidement les risques d'un bien localisé soit par son adresse soit par le numéro de sa parcelle.
Pour anticiper une remontée des risques de feux de forêt et de végétation vers le nord de la France en lien avec le dérèglement climatique, les services de l’État en région Centre-Val de Loire (DREAL, DRAAF, DDT) avec les SDIS ont réalisé en 2021 un atlas régional du risque de feux de forêt, permettant d’améliorer la connaissance sur les massifs les plus exposés. La commune, étant pour partie dans le massif de Saint-Flovier, est classée au niveau de risque 4, sur une échelle qui en comporte quatre (1 étant le niveau maximal).

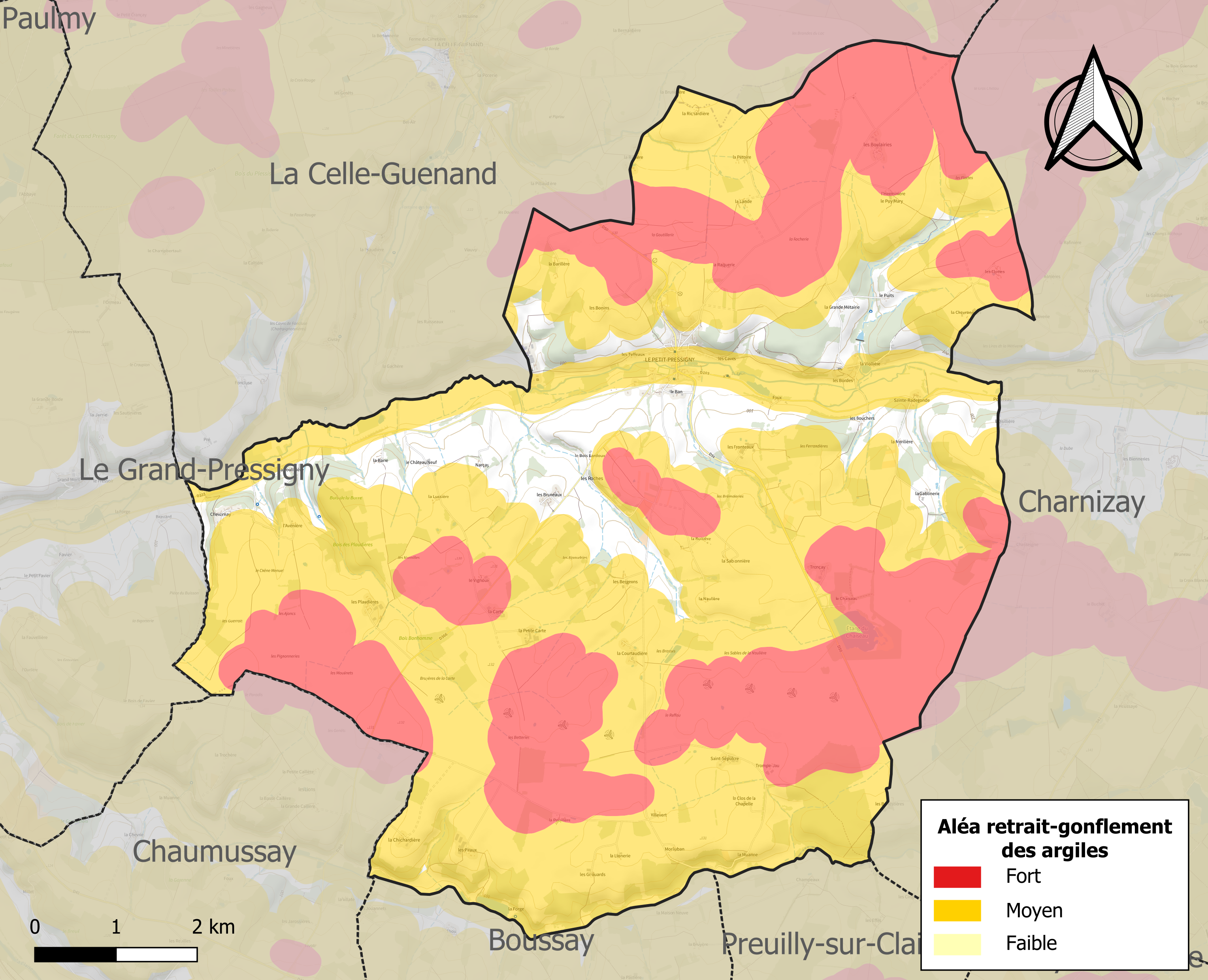
Carte des zones d'aléa retrait-gonflement des sols argileux duPetit-Pressigny.

Le retrait-gonflement des sols argileux est susceptible d'engendrer des dommages importants aux bâtiments en cas d’alternance de périodes de sécheresse et de pluie. 86,2 % de la superficie communale est en aléa moyen ou fort (90,2 % au niveau départemental et 48,5 % au niveau national). Sur les 273 bâtiments dénombrés sur la commune en 2019, 185 sont en aléa moyen ou fort, soit 68 %, à comparer aux 91 % au niveau départemental et 54 % au niveau national. Une cartographie de l'exposition du territoire national au retrait gonflement des sols argileux est disponible sur le site du BRGM,.
Concernant les mouvements de terrains, la commune a été reconnue en état de catastrophe naturelle au titre des dommages causés par la sécheresse en 1989, 1990, 1992, 1996 et 2005 et par des mouvements de terrain en 1999.

## Politique et administration

### Liste des maires
| Période                                  | Période   | Identité                     | Étiquette | Qualité                                                 |
| ---------------------------------------- | --------- | ---------------------------- | --------- | ------------------------------------------------------- |
| 1831                                     | 1838      | ARNAULT                      |           | établi jusqu'en 1945 à partir des actes de l'état civil |
| 1838                                     | 1852      | Charles Auguste VERON        |           |                                                         |
| 1852                                     | 1878      | Stanislas HARDOUIN           |           |                                                         |
| 1878                                     | 1888      | Pierre MERIGON               |           |                                                         |
| 1888                                     | 1891      | Baron De GAULLIER des Bordes |           |                                                         |
| 1892                                     | 1894      | Pierre MERIGON               |           |                                                         |
| 1894                                     | 1896      | Léger PLANE                  |           |                                                         |
| 1896                                     | 1904      | Baron De GAULLIER des Bordes |           |                                                         |
| 1904                                     | 1925      | Fernand De GAULLIER          |           |                                                         |
| 1925                                     | 1941      | Marcel GALLAND               |           |                                                         |
| 1942                                     |           | ANGIBAULT                    |           | Président de la délégation spéciale                     |
| 1945                                     |           | Louis ANGIBAULT              |           |                                                         |
|                                          |           | Fernand GALLAND              |           |                                                         |
|                                          |           | Calixte BEAUDUSSEAU          |           |                                                         |
| mars 2001                                | mars 2008 | Patrick GUIGNANDON           | DVG       |                                                         |
| mars 2008                                | mars 2014 | Jacques GUYOT                |           |                                                         |
| mars 2014                                | 2020      | Daniel DOUADY                | DVG       | Artisan                                                 |
| 07/07/2020                               | En cours  | Jean-François CRON           |           |                                                         |
| Les données manquantes sont à compléter. |           |                              |           |                                                         |

### Politique environnementale
Dans son palmarès 2016, le Conseil National des Villes et Villages Fleuris de France a attribué deux fleurs à la commune au Concours des villes et villages fleuris.

## Population et société

### Démographie

#### Évolution démographique
L'évolution du nombre d'habitants est connue à travers les recensements de la population effectués dans la commune depuis 1793. Pour les communes de moins de 10 000 habitants, une enquête de recensement portant sur toute la population est réalisée tous les cinq ans, les populations de référence des années intermédiaires étant quant à elles estimées par interpolation ou extrapolation. Pour la commune, le premier recensement exhaustif entrant dans le cadre du nouveau dispositif a été réalisé en 2006.

En 2022, la commune comptait 307 habitants, en évolution de −7,81 % par rapport à 2016 (Indre-et-Loire : +1,67 %, France hors Mayotte : +2,11 %).
| 1793 | 1800 | 1806 | 1821 | 1831  | 1836  | 1841  | 1846  | 1851  |
| ---- | ---- | ---- | ---- | ----- | ----- | ----- | ----- | ----- |
| 762  | 718  | 852  | 896  | 1 076 | 1 105 | 1 075 | 1 020 | 1 024 |

| 1856  | 1861  | 1866  | 1872 | 1876 | 1881 | 1886 | 1891 | 1896 |
| ----- | ----- | ----- | ---- | ---- | ---- | ---- | ---- | ---- |
| 1 014 | 1 016 | 1 019 | 953  | 901  | 875  | 862  | 811  | 857  |

| 1901 | 1906 | 1911 | 1921 | 1926 | 1931 | 1936 | 1946 | 1954 |
| ---- | ---- | ---- | ---- | ---- | ---- | ---- | ---- | ---- |
| 865  | 828  | 790  | 761  | 772  | 797  | 779  | 729  | 745  |

| 1962 | 1968 | 1975 | 1982 | 1990 | 1999 | 2006 | 2011 | 2016 |
| ---- | ---- | ---- | ---- | ---- | ---- | ---- | ---- | ---- |
| 714  | 624  | 532  | 445  | 394  | 366  | 326  | 326  | 333  |

| 2021 | 2022 | - | - | - | - | - | - | - |
| ---- | ---- | - | - | - | - | - | - | - |
| 317  | 307  | - | - | - | - | - | - | - |

#### Pyramide des âges
La population de la commune est relativement âgée.
En 2018, le taux de personnes d'un âge inférieur à 30 ans s'élève à 24,4 %, soit en dessous de la moyenne départementale (34,9 %). À l'inverse, le taux de personnes d'âge supérieur à 60 ans est de 42,1 % la même année, alors qu'il est de 27,8 % au niveau départemental.
En 2018, la commune comptait 159 hommes pour 179 femmes, soit un taux de 52,96 % de femmes, légèrement supérieur au taux départemental (51,91 %).
Les pyramides des âges de la commune et du département s'établissent comme suit.
| Hommes | Classe d’âge | Femmes |
| ------ | ------------ | ------ |
| 1,3    | 90 ou +      | 0,6    |
| 10,2   | 75-89 ans    | 17,5   |
| 30,5   | 60-74 ans    | 24,3   |
| 22,3   | 45-59 ans    | 15,9   |
| 15,9   | 30-44 ans    | 13,1   |
| 10,2   | 15-29 ans    | 12,0   |
| 9,7    | 0-14 ans     | 16,6   |

| Hommes | Classe d’âge | Femmes |
| ------ | ------------ | ------ |
| 0,9    | 90 ou +      | 2,2    |
| 7,9    | 75-89 ans    | 10,2   |
| 17,3   | 60-74 ans    | 18,1   |
| 19,8   | 45-59 ans    | 19,1   |
| 17,9   | 30-44 ans    | 17,2   |
| 18,5   | 15-29 ans    | 17,5   |
| 17,6   | 0-14 ans     | 15,6   |

## Culture locale et patrimoine

### Lieux et monuments

#### Vestiges préhistoriques et antiques
La commune abrite également une nécropole mérovingienne, datant VIe siècle et VIIe siècle. Le Polissoir des Bordes, dit la « Pierre Birette » ou « Pierre du Diable » a été transporté en 1954 au château du Grand-Pressigny (bâtiment classé aux Monuments historiques en 1886).

#### Architecture civile
Deux bâtiments notables sont présents sur le territoire de la commune :
- le manoir de Ré ou Ray datant des XVe et XVIe siècles (inscrit aux Monuments historiques) ;
- le château des Bordes ou Bordes-Guénand, construit du XVe au XIXe siècle.

#### Architecture religieuse
- L'église Saint-Pierre datant du XIIIe siècle et XVIe siècle (inscrite aux Monuments historiques en 1926) présente un clocher remarquable[32].
- Prieuré de Sainte-Radegonde construit au XIIIe siècle et XVe siècle.

### Personnalités liées à la commune
- Le biologiste Axel Kahn est né et a grandi durant ses cinq premières années au Petit-Pressigny[33].

### Héraldique
| Blason de Le Petit-Pressigny | Blason  | De pourpre à l'écusson haussé de sable, chargé d'un peuplier au naturel accosté de deux fleurs de lis d'or, posé sur un mont du même et accompagné au canton dextre du chef d'une étoile d'or rayonnant en pointe de trois rais posés en bande du même et au croissant versé du même brochant sur l'arbre ; ledit écusson accosté de deux clés d'or, les pannetons affrontés, et accompagné en pointe d'une fasce ondée du même chargé d'une fasce ondée d'azur surchargée d'une truite au naturel et sommée en flancs de deux arcs de triomphe d'or ; le tout enfermé dans une filière de sable. |
| Blason de Le Petit-Pressigny | Détails | * Il y a là non-respect de la règle de contrariété des couleurs : ces armes sont fautives (sable sur pourpre). Le statut officiel du blason reste à déterminer. |